# Síndrome de respuesta inflamatoria sistémica
El síndrome de respuesta inflamatoria sistémica (SRIS) o SIRS (del inglés: Systemic Inflammatory Response Syndrome) es un conjunto complejo de  fenómenos patológicos que producen alteraciones clínicas en cuatro elementos: temperatura, frecuencia cardíaca, frecuencia respiratoria y recuento de leucocitos. Este síndrome se puede manifestar en diversas condiciones clínicas graves: infección (en cuyo caso se habla de sepsis), trauma, quemaduras, pancreatitis, o una variedad de otras enfermedades.

## Terminología
Este término fue introducido en la conferencia de consenso de la Society of Critical Care Medicine (SCCM) y el American College of Chest Physicians (ACCP) de 1992. En la Conferencia Internacional para las Definiciones de Sepsis del año 2001 fue revisado por última vez, siendo además avalado por otras sociedades estadounidenses y europeas aparte de las previamente citadas (European Society of Intensive Care Medicine (ESICM), American Thoracic Society (ATS) y la Surgical Infection Society (SIS)).

## Etiología
Las causas son muy variadas: infecciones (en cuyo caso se habla de sepsis, con independencia de que haya o no bacteriemia / viremia / fungemia), traumatismos, procesos inflamatorios (ej: pancreatitis), quemaduras, etc.

## Manifestaciones clínicas y diagnóstico
Se considera que un paciente tiene SRIS cuando presenta al menos dos de los siguientes hallazgos:
- Fiebre (>38 °C) o hipotermia (temperatura corporal <36 °C)
- Taquipnea (>20 respiraciones por minuto) o pCO2 <32 mmHg.
- Taquicardia (>90 latidos por minuto)
- Leucocitosis (>12.000 leucocitos/mm³) o Leucopenia (<4.000 leucocitos/mm³) o desviación izquierda (recuento de neutrófilos inmaduros en sangre periférica ≥10%)

## Utilidad
La introducción de una definición estandarizada para el SRIS ha proporcionado un punto de partida para poder estudiarlo con mayor profundidad y compartiendo criterios en todo el mundo. Durante los últimos años se ha desarrollado una intensa investigación sobre este síndrome, especialmente para caracterizar los mediadores químicos de la respuesta inmune. 
La idea es cuantificar ciertos marcadores bioquímicos (citoquinas, reactantes de fase aguda) para poder identificar con más precisión a los pacientes con SRIS y poder distinguir las causas que lo originan (fundamentalmente entre infecciosas y no infecciosas). También se buscan sistemas que permitan valorar con exactitud la gravedad de los pacientes que lo padecen. 
Es probable que en el futuro la definición de SRIS cambie para incorporar junto a los signos clínicos mencionados a algunos de estos marcadores bioquímicos (como algunas citoquinas, proteína C reactiva o procalcitonina).